# Larrivière-Saint-Savin
Larrivière-Saint-Savin est une commune du Sud-Ouest de la France, située dans le département des Landes (région Nouvelle-Aquitaine).

## Géographie

### Localisation
Commune située dans le Tursan dans le vignoble du même nom. La commune jouxte la ville de Grenade-sur-l'Adour et celle de Saint-Maurice-sur-Adour dont elle n'est séparée que par l'Adour.

### Communes limitrophes
Les communes limitrophes sont Bordères-et-Lamensans, Buanes, Classun, Fargues, Grenade-sur-l'Adour, Montgaillard, Renung et Saint-Maurice-sur-Adour.
| Saint-Maurice-sur-Adour | Grenade-sur-l'Adour    | Bordères-et-Lamensans |
| Montgaillard            | Larrivière-Saint-Savin | Renung                |
| Fargues                 | Buanes                 | Classun               |

### Climat
Pour des articles plus généraux, voir Climat de la Nouvelle-Aquitaine et Climat des Landes.
Historiquement, la commune est exposée à un climat océanique aquitain. 
En 2020, Météo-France publie une typologie des climats de la France métropolitaine dans laquelle la commune est exposée à un climat océanique et est dans la région climatique Aquitaine, Gascogne, caractérisée par une pluviométrie abondante au printemps, modérée en automne, un faible ensoleillement au printemps, un été chaud (19,5 °C), des vents faibles, des brouillards fréquents en automne et en hiver et des orages fréquents en été (15 à 20 jours).
Pour la période 1971-2000, la température annuelle moyenne est de 13,1 °C, avec une amplitude thermique annuelle de 14,8 °C. Le cumul annuel moyen de précipitations est de 1 027 mm, avec 11,4 jours de précipitations en janvier et 7,4 jours en juillet. Pour la période 1991-2020, la température moyenne annuelle observée sur la station météorologique la plus proche, située sur la commune de Grenade-sur-l'Adour à 1 km à vol d'oiseau, est de 14,1 °C et le cumul annuel moyen de précipitations est de 1 009,5 mm,. Pour l'avenir, les paramètres climatiques de la commune estimés pour 2050 selon différents scénarios d’émission de gaz à effet de serre sont consultables sur un site dédié publié par Météo-France en novembre 2022.

## Urbanisme

### Typologie
Au 1er janvier 2024, Larrivière-Saint-Savin est catégorisée commune rurale à habitat dispersé, selon la nouvelle grille communale de densité à sept niveaux définie par l'Insee en 2022.
Elle appartient à l'unité urbaine de Grenade-sur-l'Adour, une agglomération intra-départementale regroupant deux communes, dont elle est une commune de la banlieue,,. Par ailleurs la commune fait partie de l'aire d'attraction de Mont-de-Marsan, dont elle est une commune de la couronne,. Cette aire, qui regroupe 101 communes, est catégorisée dans les aires de 50 000 à moins de 200 000 habitants,.

### Occupation des sols

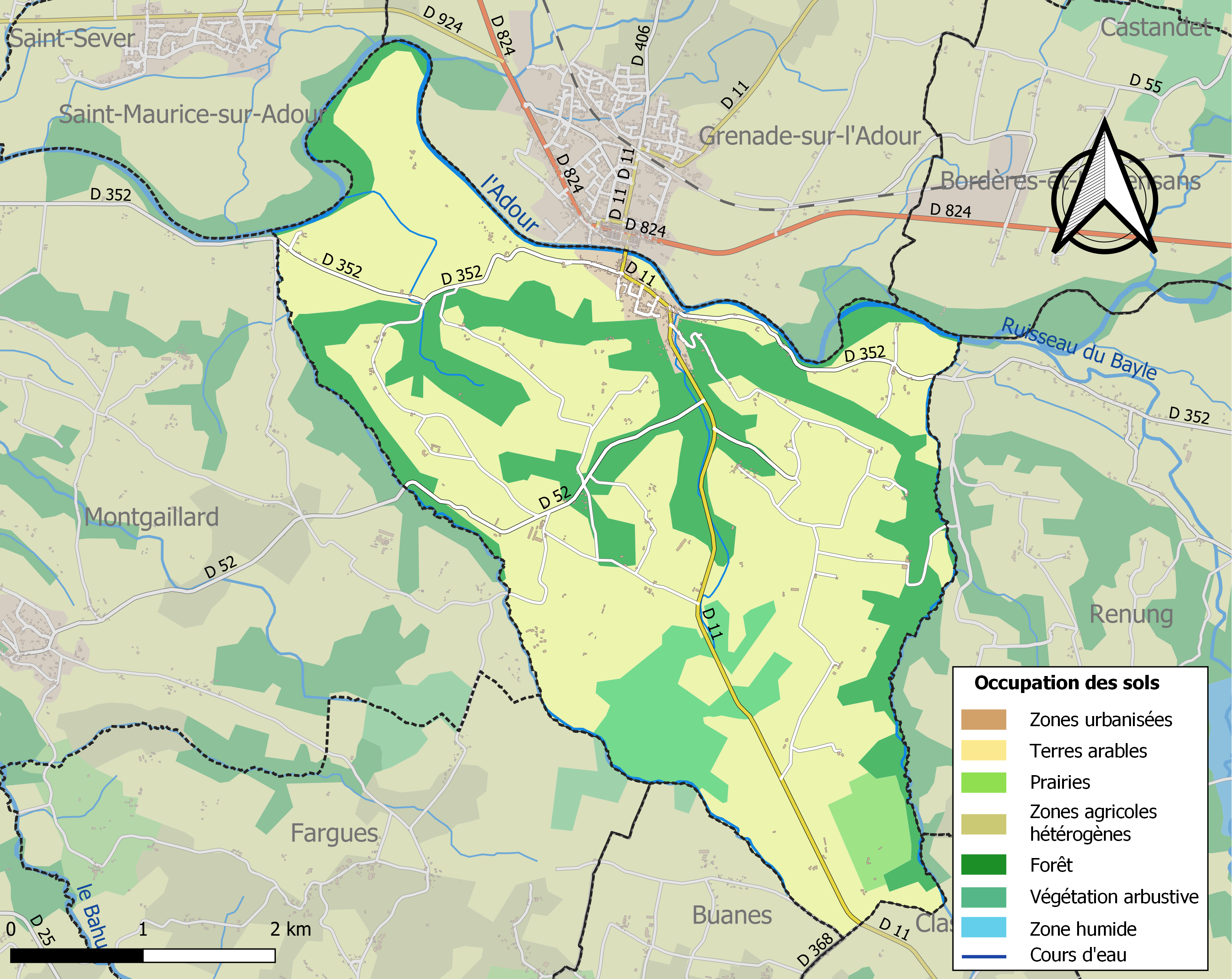
Carte des infrastructures et de l'occupation des sols de la commune en 2018 (CLC).

L'occupation des sols de la commune, telle qu'elle ressort de la base de données européenne d’occupation biophysique des sols Corine Land Cover (CLC), est marquée par l'importance des territoires agricoles (68,2 % en 2018), en augmentation par rapport à 1990 (67,3 %). La répartition détaillée en 2018 est la suivante : 
terres arables (66 %), forêts (23,9 %), milieux à végétation arbustive et/ou herbacée (6,2 %), prairies (2,2 %), zones urbanisées (1,7 %). L'évolution de l’occupation des sols de la commune et de ses infrastructures peut être observée sur les différentes représentations cartographiques du territoire : la carte de Cassini (XVIIIe siècle), la carte d'état-major (1820-1866) et les cartes ou photos aériennes de l'IGN pour la période actuelle (1950 à aujourd'hui).

### Risques majeurs
Le territoire de la commune de Larrivière-Saint-Savin est vulnérable à différents aléas naturels : météorologiques (tempête, orage, neige, grand froid, canicule ou sécheresse), inondations, mouvements de terrains et séisme (sismicité faible). Il est également exposé à un risque technologique, le transport de matières dangereuses. Un site publié par le BRGM permet d'évaluer simplement et rapidement les risques d'un bien localisé soit par son adresse soit par le numéro de sa parcelle.

#### Risques naturels
Certaines parties du territoire communal sont susceptibles d’être affectées par le risque d’inondation par débordement de cours d'eau, notamment l'Adour. La commune a été reconnue en état de catastrophe naturelle au titre des dommages causés par les inondations et coulées de boue survenues en 1999, 2009 et 2014,.
Les mouvements de terrains susceptibles de se produire sur la commune sont des tassements différentiels.

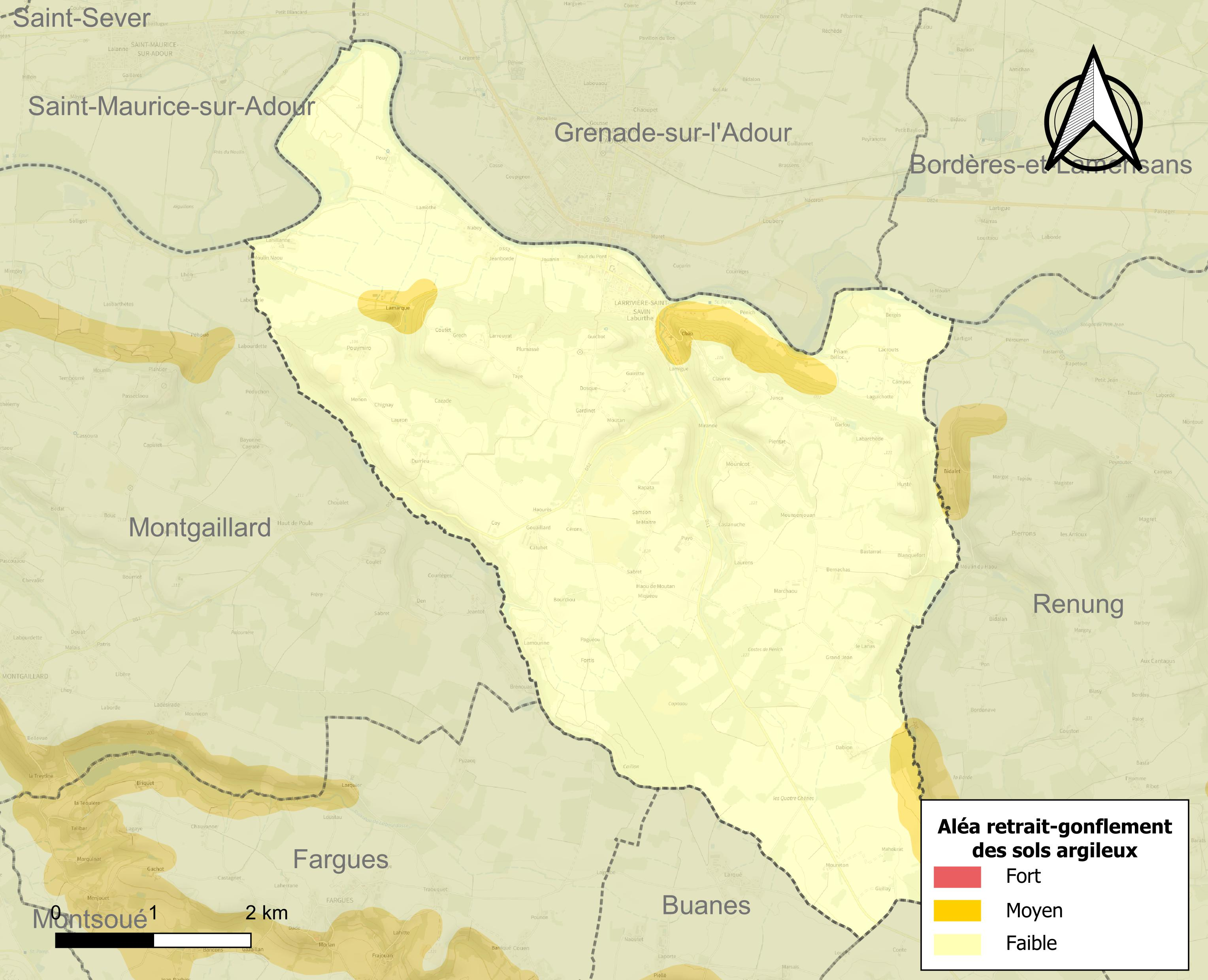
Carte des zones d'aléa retrait-gonflement des sols argileux de Larrivière-Saint-Savin.

Le retrait-gonflement des sols argileux est susceptible d'engendrer des dommages importants aux bâtiments en cas d’alternance de périodes de sécheresse et de pluie. 4,6 % de la superficie communale est en aléa moyen ou fort (19,2 % au niveau départemental et 48,5 % au niveau national). Sur les 291 bâtiments dénombrés sur la commune en 2019, 28 sont en aléa moyen ou fort, soit 10 %, à comparer aux 17 % au niveau départemental et 54 % au niveau national. Une cartographie de l'exposition du territoire national au retrait gonflement des sols argileux est disponible sur le site du BRGM,.
Concernant les mouvements de terrains, la commune a été reconnue en état de catastrophe naturelle au titre des dommages causés par des mouvements de terrain en 1999.

#### Risques technologiques
Le risque de transport de matières dangereuses sur la commune est lié à sa traversée par une ou des infrastructures routières ou ferroviaires importantes ou la présence d'une canalisation de transport d'hydrocarbures. Un accident se produisant sur de telles infrastructures est susceptible d’avoir des effets graves sur les biens, les personnes ou l'environnement, selon la nature du matériau transporté. Des dispositions d’urbanisme peuvent être préconisées en conséquence.

## Toponymie
La localité s'est d'abord appelée « Saint-Savin », la paroisse se développant au XIIe siècle autour de l'« oratoire de Saint-Savin », de style roman, qui fut détruit en 1569 par les protestants. Une église de style gothique lui succéda, elle-même détruite en 1860.
La commune avait abandonné son ancien nom pour celui de « Larrivière » et ce n'est qu'en 2006 que le nom de l'ancienne paroisse a été accolé au nom initial de la commune.
Jusqu'au décret n° 2006-808 du 7 juillet 2006 portant changement de nom de communes, la commune portait officiellement le nom de Larrivière (appellation qui subsistera dans tous les documents antérieurs et restera fréquente dans de nombreux documents postérieurs).

## Histoire
Un camp gaulois et un mégalithe gravé du XIe siècle sont les rares traces d'un passé ancien.

## Héraldique
| Blason | Blasonnement : Écartelé : au 1er d'argent au carreau de gueules sur lequel broche un rais d'escarboucle accolé en orle et pommeté d'azur, au 2e d'or à trois pals de gueules, au 3e d'or à deux vaches de gueules, accornées, accolées et clarinées d'azur passant l'une au-dessus l'autre (de Béarn), au 4e de gueules au léopard d'or lampassé du champ; le tout posé sur une champagne d'argent chargée d'un bois de sinople sur lequel broche la chapelle du lieu, perronnée de trois degrés, d'or, ouverte et ajourée de sable. |

## Politique et administration
| Période                                  | Période  | Identité           | Étiquette | Qualité                     |
| ---------------------------------------- | -------- | ------------------ | --------- | --------------------------- |
| Les données manquantes sont à compléter. |          |                    |           |                             |
| 2001                                     | 2012     | Claude Milet       | DVD       | Directeur abattoir volaille |
| 2012                                     | 2020     | Jean-Luc Lamothe   | DVD       | Cadre assurances            |
| 2020                                     | En cours | Christophe Larrose |           |                             |

## Démographie
| 1793  | 1800 | 1806 | 1821  | 1831  | 1836  | 1841  | 1846  | 1851  |
| ----- | ---- | ---- | ----- | ----- | ----- | ----- | ----- | ----- |
| 1 000 | 749  | 868  | 1 051 | 1 115 | 1 058 | 1 004 | 1 027 | 1 002 |

| 1856 | 1861 | 1866 | 1872 | 1876 | 1881 | 1886 | 1891 | 1896 |
| ---- | ---- | ---- | ---- | ---- | ---- | ---- | ---- | ---- |
| 973  | 910  | 882  | 843  | 839  | 810  | 807  | 766  | 753  |

| 1901 | 1906 | 1911 | 1921 | 1926 | 1931 | 1936 | 1946 | 1954 |
| ---- | ---- | ---- | ---- | ---- | ---- | ---- | ---- | ---- |
| 726  | 727  | 703  | 595  | 593  | 539  | 528  | 530  | 571  |

| 1962 | 1968 | 1975 | 1982 | 1990 | 1999 | 2005 | 2006 | 2010 |
| ---- | ---- | ---- | ---- | ---- | ---- | ---- | ---- | ---- |
| 595  | 622  | 546  | 547  | 550  | 577  | 569  | 571  | 600  |

| 2015 | 2020 | 2022 | - | - | - | - | - | - |
| ---- | ---- | ---- | - | - | - | - | - | - |
| 627  | 594  | 588  | - | - | - | - | - | - |

## Lieux et monuments
- Église Saint-Savin
- Chapelle Notre-Dame-du-Rugby
- Le mégalithe de Guillay, en grès local, relevé en 1978 et classé monument historique. Il comporte des gravures primitives : un cervidé et un char avec roues, essieu et timon.
- Le camp de Thun : castrum avec motte castrale et rempart de terre bordée de ravins
- La fontaine Saint-Savin : réputée pour les rhumatismes et les maladies de peau
- Les arènes Jean Durrieu

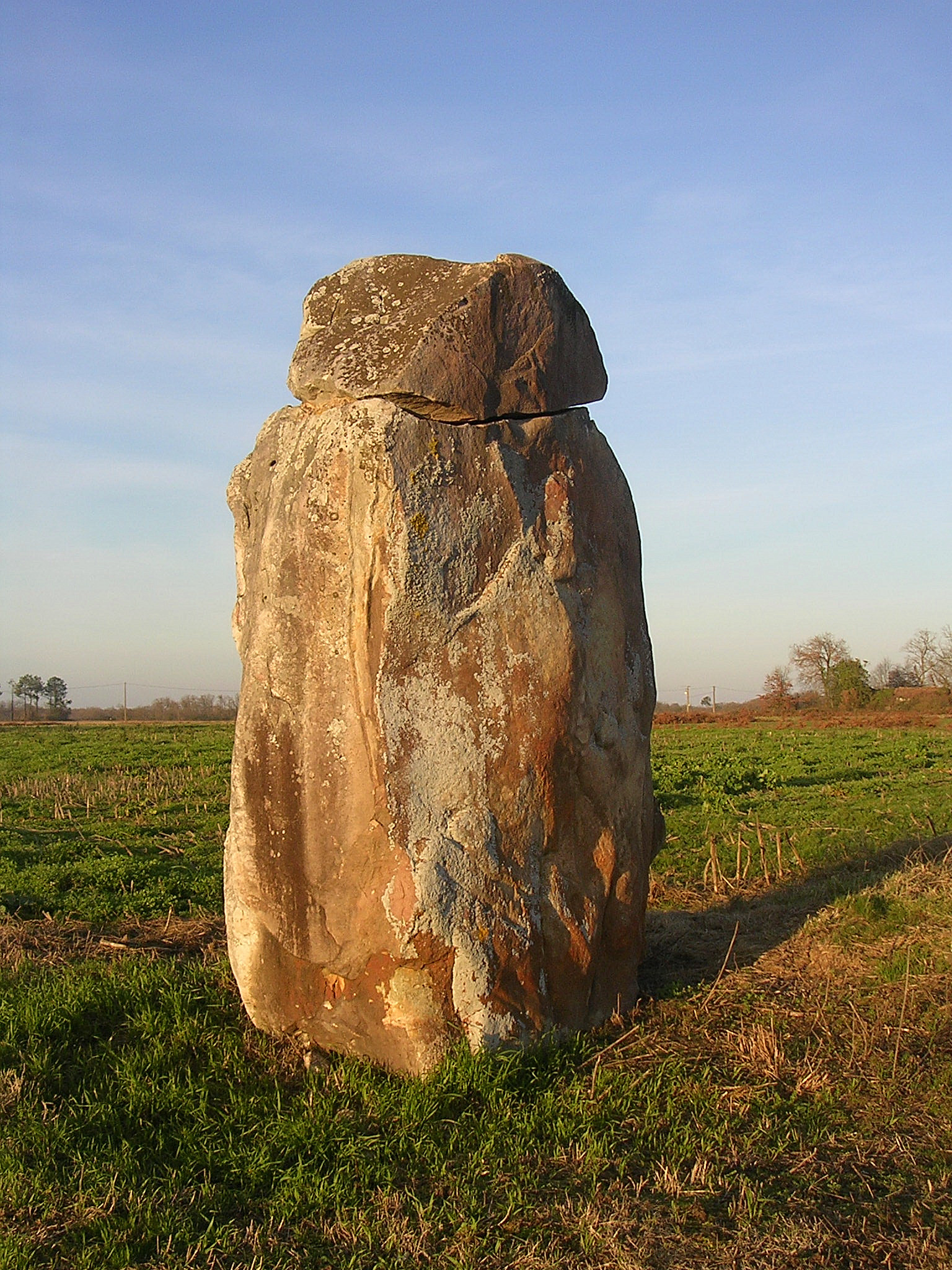
Mégalithe de Guillay.
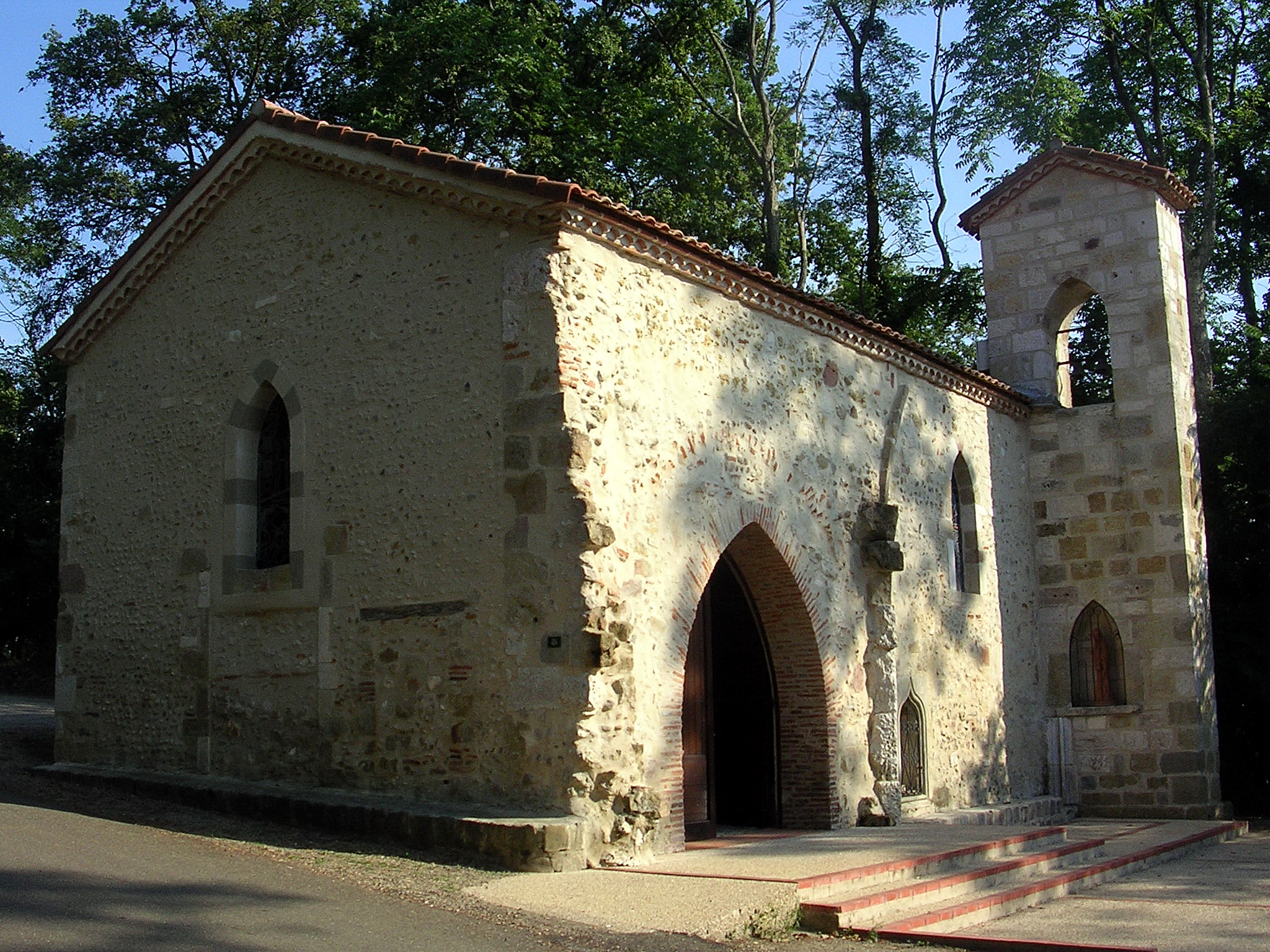
La chapelle Notre-Dame-du-Rugby.
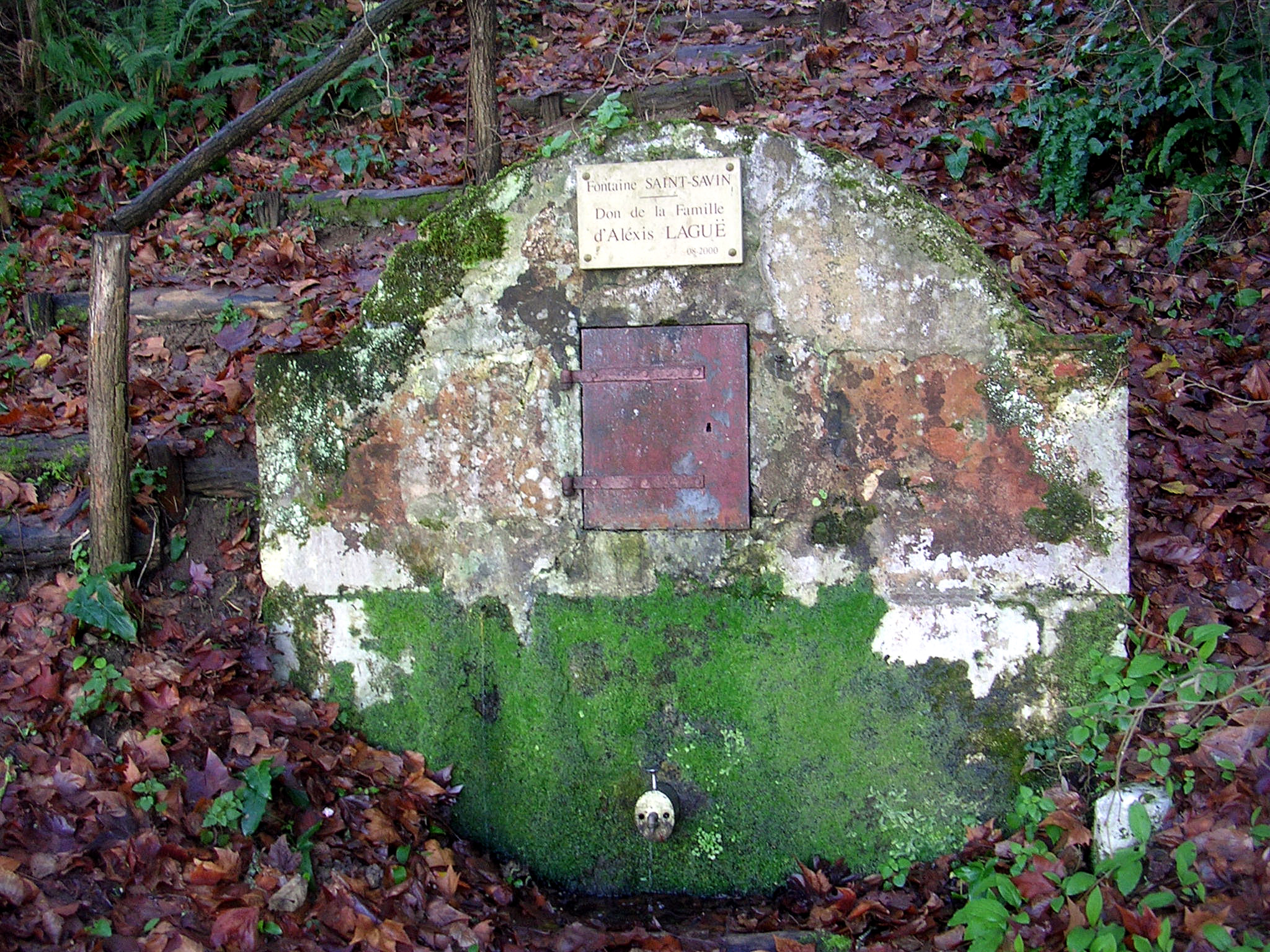
Fontaine Saint-Savin.
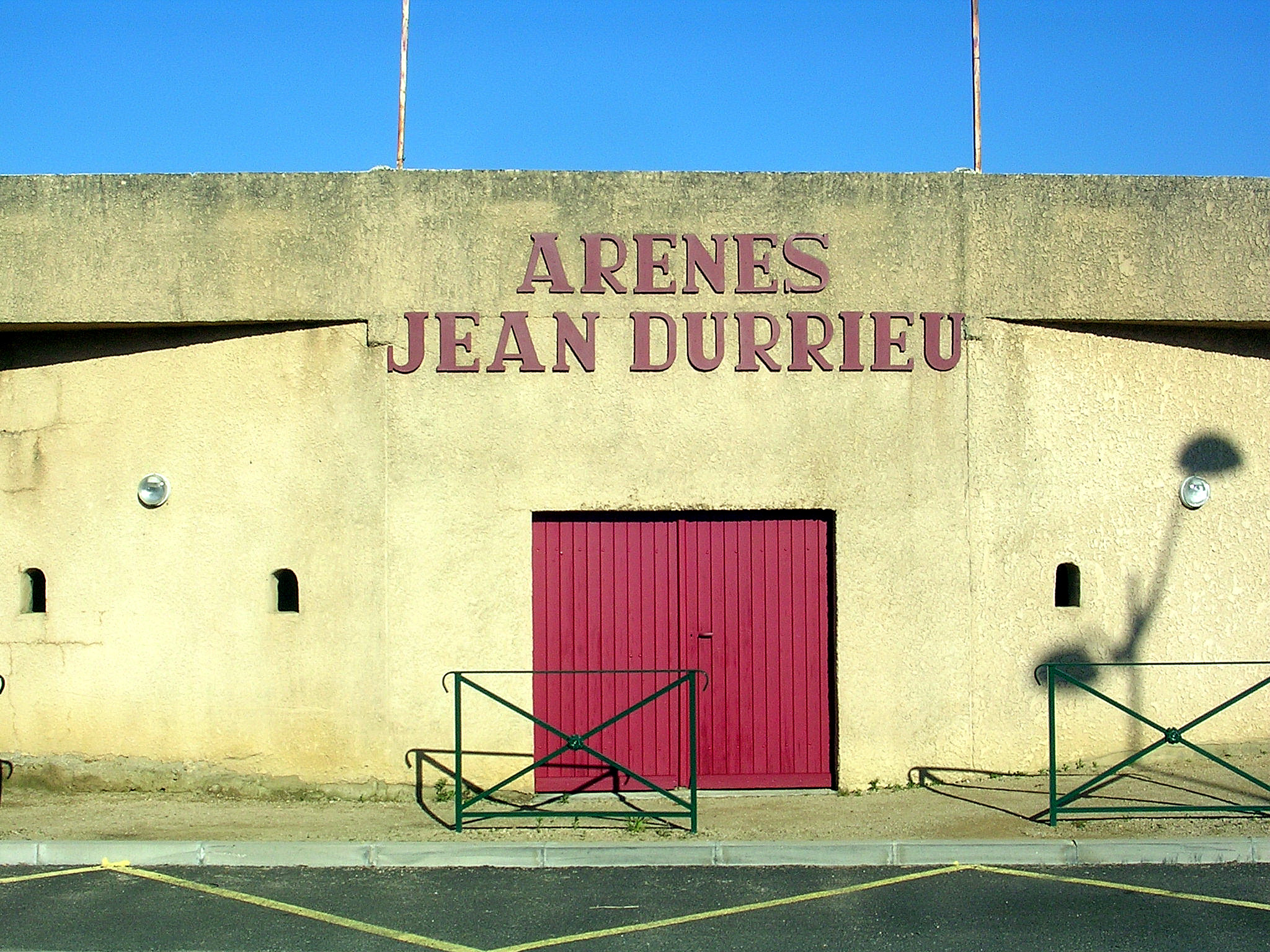
Arènes Jean-Durrieu.

## Personnalités liées à la commune
- Jean Manciet né le 21 juillet 1904 à Larrivière et décédé le 27 juillet 1973. Joueur de rugby à XV. Vainqueur du championnat de France de rugby à XV avec Toulon en 1931. Troisième ligne centre (1,75 m - 90 kg).